# میاه‌پلاسیدوس

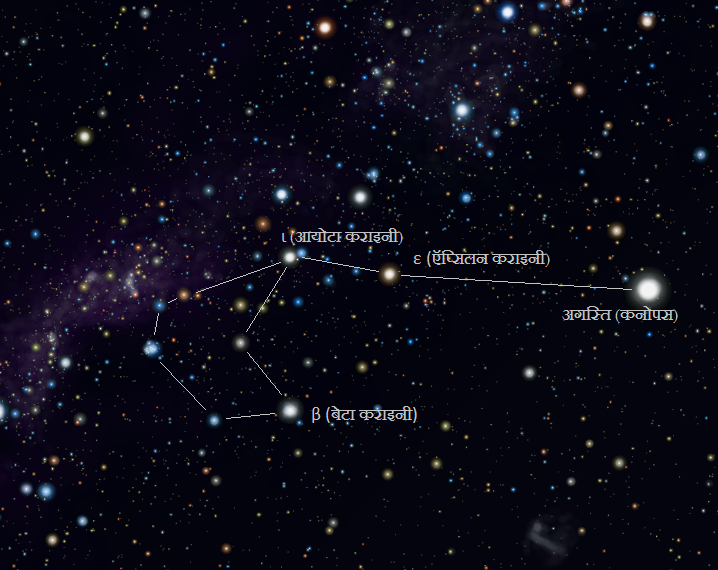
میاه‌پلاسیدوس یا بتا شاه‌تخته

میاه‌پلاسیدوس یا بتا شاه‌تخته یک ستاره است که در صورت فلکی شاه‌تخته قرار دارد.